# Anne Graf
Anne Graf est une actrice allemande.

## Biographie
Elle s'est aussi produite sous le nom de Anne Weran.

## Filmographie

### Cinéma
- 1969 : Roulette d'amour : Gucki
- 1971 : In allen Stellungen : Renee
- 1972 : Schumädchen-Report 4. Teil - Was Eltern oft verzweifeln lässt : Suzi
- 1972 : Semmel, Wurst und Birkenwasser - Die liebestollen Handwerker : Margot
- 1972 : Les Dragueuses (Laß jucken, Kumpel!) : Gisela Lenz
- 1972 : Les émotions particulières (Auch Fummeln will gelernt sein)
- 1973 : Gretchen sans uniforme (Eine Armee Gretchen) : Chef Stein
- 1973 : Skihaserl-Report : Madame directeur général
- 1973 : Les culbuteuses (Hausfrauen-Report 4) : Sieglinde Häberle
- 1973 : Laß jucken, Kumpel 2: Das Bullenkloster : Gisela Lenz
- 1973 : Geh, zieh dein  Dirndl aus : L'amoureuse de Vittorio
- 1974 : Laß jucken, Kumpel 3: Maloche, Bier und Bett : Gisela Lenz
- 1974 : Votre plaisir mesdames (Die Stoßburg)